# دستور منغوليا
دستور منغوليا هو دستور منغوليا.
اعتمد على 13 يناير 1992، وضعت حيز التنفيذ في 12 فبراير والمعدلة في عام 1999، 2001 و2019. تأسيس دستور جديد ديمقراطية برلمانية في منغوليا، وضمان حرية الدين، والحقوق، والسفر، وحرية التعبير، وحقوق غير قابلة للتصرف، وتشكيل الحكومة، والدورة الانتخابية، وغيرها من المسائل. كتب الدستور بعد الثورة الديمقراطية المنغولية عام 1990 والتي حلت الجمهورية الشعبية المنغولية. وهو يتألف من ديباجة تليها ستة فصول مقسمة إلى 70 مادة.
الوثيقة هي قريبة جدا و/أو مستوحاة من الدساتير الغربية من حيث حرية الصحافة، وحقوق غير القابلة للتصرف، وحرية السفر، وغيرها من الحقوق.

## التاريخ الدستوري
وقد اعتمدت الدساتير السابقة في عام 1924، 1940 و 1960.

## الفصول

### الفصل الأول
تعلن سيادتها وأراضيها وسلامة الدولة المنغولية. يحدد العلاقة بين الكنيسة والدولة. يحدد الشارة المنغولية، العلم، والنشيد.

### الفصل الثاني
يحدد الحقوق المدنية والسياسية، والإنسان الفرد. حرية الدين والتعبير والصحافة، والحق في التصويت. المساواة أمام القانون. يسرد أيضا واجبات المواطن، بما في ذلك دفع الضرائب والخدمة في القوات المسلحة.

### الفصل الثالث
يحدد هيكل النظام القانوني وشكل الجمهورية. تعلن منغوليا أن تكون ديمقراطية برلمانية. يصف هيكل السلطة التشريعية.

### الفصل الرابع
دونت المناطق الإدارية من منغوليا ويصف العلاقة بين الحكومة الوطنية والمحلية.

### الفصل الخامس
يضع المحكمة الدستورية لجعل الأحكام على تفسير الدستور.

### الفصل السادس
يصف عملية التعديل لتغيير الدستور.